# Herminia cribruamlis
Herminia cribruamlis là một loài bướm đêm trong họ Noctuidae.